# Eniwetok
Eniwetok (tudi Enewetak) je atol v Maršalovem otočju. Atol je sestavljen iz okoli 40 manjših koralnih čeri s skupno površino okoli 6 km², ki obdajajo osrednjo laguno. Skupni obseg atola je okoli 80 km, nahaja pa se na koordinatah 11°30′N 162°20′E / 11.500°N 162.333°E. To pomeni, da je Eniwetok drugi najbolj zahodni atol v otočju. Leta 1999 je bilo na atolu 920 prebivalcev. 
Otok je postal znan po tem, da so na njem leta 1952 ZDA preizkusile prvo vodikovo bombo.